# Mário Lago
Mário Lago OMC (Rio de Janeiro, 26 de novembro de 1911 — 30 de maio de 2002) foi um advogado, poeta, radialista, compositor, escritor e ator brasileiro.
Autor de sambas populares como "Ai! que saudade da Amélia" e "Atire a primeira pedra", ambos em parceria com Ataulfo Alves, fez-se popular entre as décadas de 1940 e 1950.

## Biografia
Filho do maestro Antônio de Pádua Jovita Correia do Lago e de Francisca Maria Vicencia Croccia Lago, neto do anarquista e flautista italiano Giuseppe Croccia, formou-se em Direito pela Universidade do Brasil, em 1933, época em que se tornou marxista. A opção pelas ideias comunistas fizeram com que fosse preso em sete ocasiões - 1932, 1941, 1946, 1949, 1952, 1964 e 1969.
Foi casado com Zeli Cordeiro, filha do militante comunista Henrique Cordeiro, que conhecera numa manifestação política, até a morte dela em 1997. O casal teve cinco filhos: Antônio Henrique, Graça Maria, Mário Lago Filho, Luís Carlos (em homenagem ao líder comunista Luís Carlos Prestes) e Vanda.

## Carreira artística
Começou pela poesia, com seu primeiro poema publicado aos 15 anos. Formou-se em Ciências Jurídicas e Sociais na década de 1930, na então Faculdade de Direito da Universidade do Rio de Janeiro, atual Faculdade Nacional de Direito da Universidade Federal do Rio de Janeiro (UFRJ), onde iniciou sua militância política, no Centro Acadêmico Cândido de Oliveira, então fortemente influenciado pelo Partido Comunista Brasileiro, PCB. Durante a década de 1930, a então principal Faculdade de Direito da capital da República era um celeiro de arte aliada à política, onde estudaram Lago e seus contemporâneos Carlos Lacerda, Jorge Amado, Lamartine Babo entre outros.
Depois de formado, exerceu a profissão de advogado por apenas alguns meses. Envolveu-se com o teatro de revista, escrevendo, compondo e atuando. Sua estreia como letrista de música popular foi com "Menina, eu sei de uma coisa", parceria com Custódio Mesquita, gravada em 1935 por Mário Reis. Três anos depois, Orlando Silva realizou a famosa gravação de "Nada além", da mesma dupla de autores.

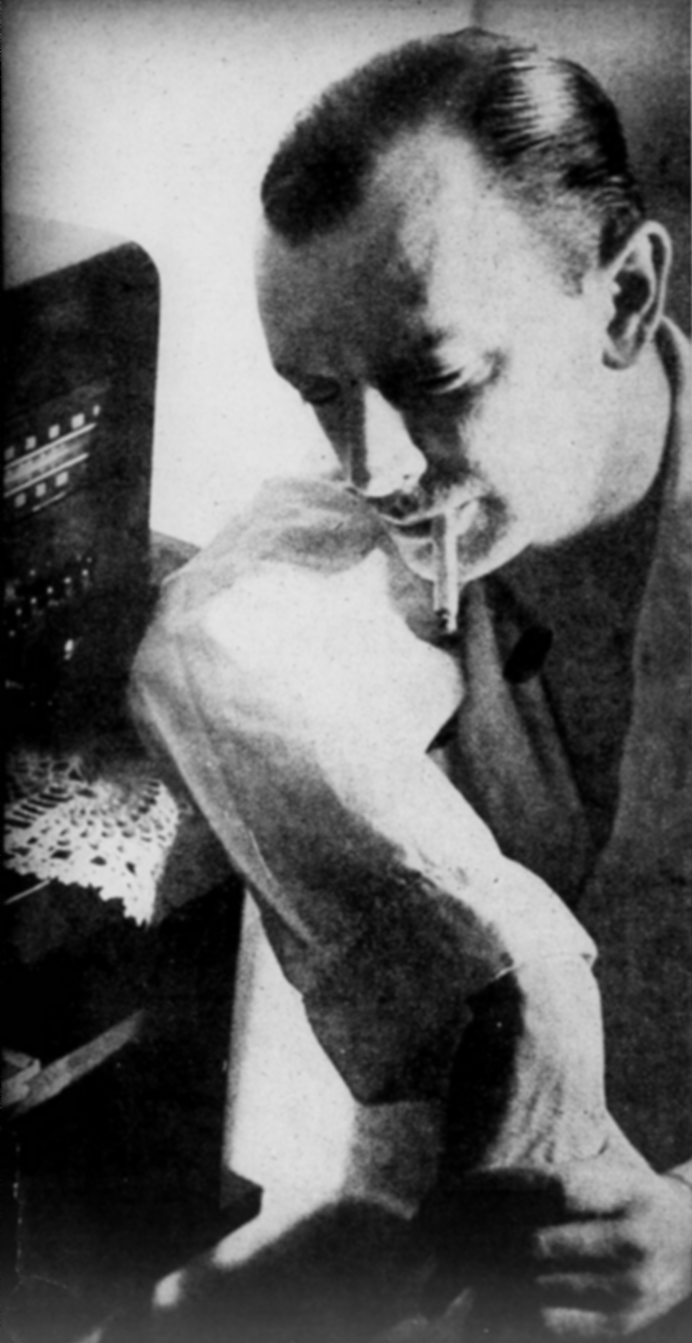
Mário ouve um rádio, em 1945.

Suas composições mais famosas são "Ai! que saudade da Amélia", "Atire a primeira pedra", ambas em parceria com Ataulfo Alves; "É tão gostoso, seu moço", com Chocolate, "Número um", com Benedito Lacerda, o samba "Fracasso" e a marcha carnavalesca "Aurora", em parceria com Roberto Roberti, que ficou consagrada na interpretação de Carmen Miranda.
Em "Amélia", a descrição daquela mulher idealizada, ficou tão popular que "Amélia" tornou-se sinônimo de mulher submissa, resignada e dedicada aos trabalhos domésticos.
Na Rádio Nacional, Mário Lago foi ator de rádio, ele atuou na radionovela, especial da Semana Santa em 27 de Março de 1959: A Vida de Nosso Senhor Jesus Cristo, interpretando Herodes, e também roteirista, escrevendo a radionovela "Presídio de Mulheres". Mas só ficou conhecido do grande público mais tarde, pela televisão, quando passou a atuar em novelas da Rede Globo, como "Selva de Pedra", "O Casarão", "Nina", "Elas por Elas" e "Barriga de Aluguel", entre outras. Também atuou em peças de teatro e filmes, como "Terra em Transe", de Glauber Rocha.
Mário esteve na União Soviética, em 1957, a convite da Rádio de Moscou, para participar da reestruturação do programa Conversando com o Brasil, do qual participavam artistas e intelectuais brasileiros. Mas os programas radiofônicos produzidos no Brasil, que Mário mostrou aos soviéticos, foram por eles qualificados de "burgueses" e "decadentes". A avaliação que Mário Lago fez da União Soviética também não foi das melhores. Ali, segundo ele, a produção cultural sofria pelo excesso de gravidade e autoritarismo. Apesar da decepção com a experiência soviética, Mário Lago jamais abandonou a militância política.
Em 1964 foi um dos nomes a encabeçar a lista dos que tiveram seus direitos políticos cassados pela ditadura militar, quando perdeu suas funções na Rádio Nacional.
Durante a segunda metade da década de 1960, Mário Lago passou a aparecer com frequência no cinema, participando com atuações marcantes em filmes importantes como O Padre e a Moça, Os Herdeiros e Pedro Diabo Ama Rosa Meia-Noite. Na década de 1970 iniciou uma carreira de sucesso como ator de telenovelas, com destaque para Cavalo de Aço e O Casarão.

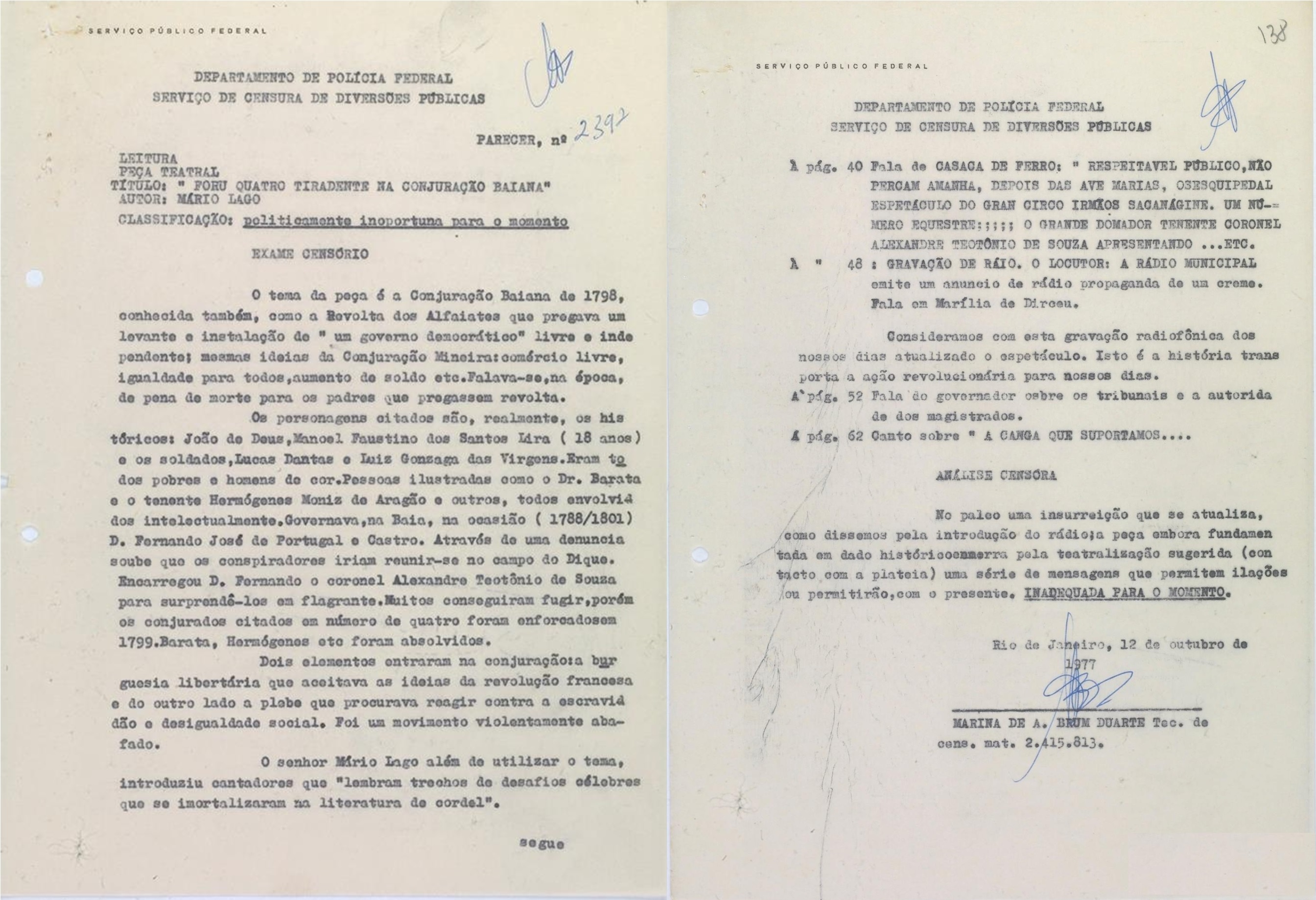
Parecer da censura avaliando a peça "Foru 4 Tiradentes na Conjuração Baiana", de Mario Lago, 1977. Arquivo Nacional.

Autor dos livros Chico Nunes das Alagoas (1975), Na Rolança do Tempo (1976), Bagaço de Beira-Estrada (1977) e Meia Porção de Sarapatel (1986), foi biografado em 1998 por Mônica Velloso na obra: Mário Lago: boêmia e política. Em 1978 Mário Lago tornou-se membro da "Academia de Letras do Estado do Rio de Janeiro" (ACLERJ), tendo como patrono de sua cadeira o teatrólogo Martins Pena.
Em 1989 ligou-se ao Partido dos Trabalhadores e atuou como âncora dos programas eleitorais do então candidato do partido, Luiz Inácio Lula da Silva, à presidência da República, em 1998.
No carnaval de 2001, Mário Lago foi tema do desfile da escola de samba Acadêmicos de Santa Cruz.
Em dezembro de 2001, recebeu uma homenagem especial por sua carreira durante a entrega do Melhores do Ano do Domingão do Faustão, que, no ano seguinte, ganharia o nome de Troféu Mário Lago, sendo anualmente concedido aos grandes nomes da teledramaturgia.

Em janeiro de 2002, o presidente da Câmara, Aécio Neves, foi à sua residência no Rio para lhe entregar, solenemente, a Ordem do Mérito Parlamentar. Na sua última entrevista ao Jornal do Brasil, Mário revelou que estava escrevendo sua própria biografia. Estava certo de que chegaria aos 100 anos, dizia Mário, "Fiz um acordo com o tempo. Nem ele me persegue, nem eu fujo dele".

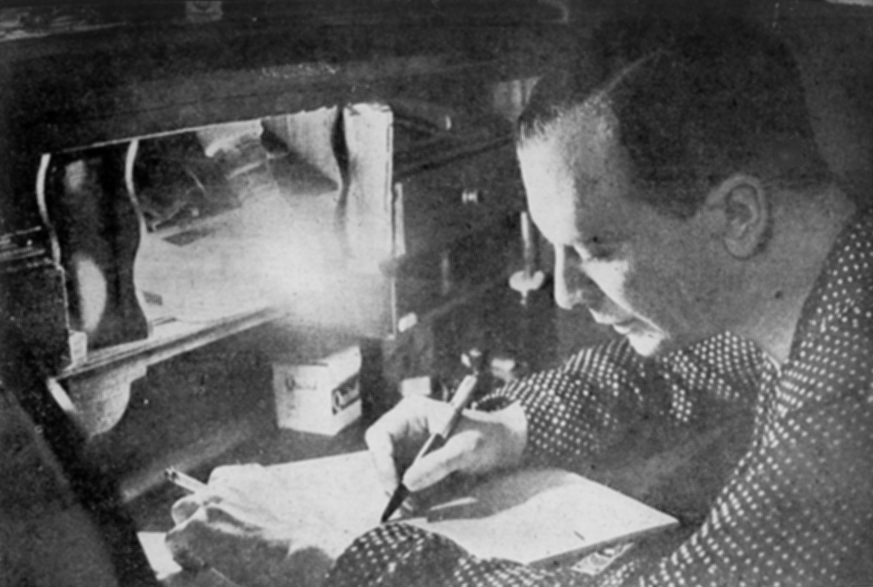
Mário foi um dos grandes compositores de música popular brasileira.

## Morte
Morreu no dia 30 de maio de 2002, aos noventa anos de idade, em sua casa, na Zona Sul do Rio de Janeiro, de enfisema pulmonar. Para o velório foi aberto o palco do Teatro João Caetano, onde vivera importantes momentos de sua carreira de ator. Até o fim de sua vida manteve intensa atividade política e mesmo doente chegou a se engajar na campanha presidencial apoiando o então candidato Luiz Inácio Lula da Silva. Por ter sido estudante do Colégio Pedro II da Unidade São Cristóvão, hoje em dia existe, em sua homenagem, dentro do colégio o Teatro Mário Lago, onde se fazem apresentações culturais de todas as unidades do colégio desde teatro até apresentações dos corais das unidades. Foi sepultado no Cemitério de São João Batista no Rio de Janeiro.

## Filmografia

### Televisão
| Ano  | Título                                   | Personagem                                         | Emissora  |
| ---- | ---------------------------------------- | -------------------------------------------------- | --------- |
| 1963 | Nuvem de Fogo                            | -                                                  | TV Rio    |
| 1966 | O Sheik de Agadir                        | Otto Von Lucker                                    | TV Globo  |
| 1967 | A Sombra de Rebecca                      | Tamura                                             | TV Globo  |
| 1967 | Presídio de Mulheres                     | Autor Principal                                    | Rede Tupi |
| 1967 | O Homem Proibido                         | Ali Yabor                                          | TV Globo  |
| 1968 | Passo dos Ventos                         | Jean Dubois                                        | TV Globo  |
| 1969 | A Ponte dos Suspiros                     | Foscari                                            | TV Globo  |
| 1969 | Rosa Rebelde                             | Barão de San Juan de La Cruz                       | TV Globo  |
| 1970 | Verão Vermelho                           | Bruno Vilela (Nonô)                                | TV Globo  |
| 1971 | Assim na Terra como no Céu               | Carlos Eduardo de Oliveira Ramos                   | TV Globo  |
| 1971 | Minha Doce Namorada                      | César Leão                                         | TV Globo  |
| 1972 | Selva de Pedra                           | Sebastião Vilhena (Sessé)                          | TV Globo  |
| 1973 | Cavalo de Aço                            | Inácio Barros                                      | TV Globo  |
| 1974 | O Espigão                                | Gabriel Martins                                    | TV Globo  |
| 1975 | Cuca Legal                               | Aureliano Villaça                                  | TV Globo  |
| 1975 | Escalada                                 | Belmiro Silva                                      | TV Globo  |
| 1975 | Pecado Capital                           | Adalberto Peres (Dr. Peres)                        | TV Globo  |
| 1976 | O Casarão                                | Atílio de Sousa                                    | TV Globo  |
| 1977 | Nina                                     | Antônio Torres Galba                               | TV Globo  |
| 1978 | Dancin' Days                             | Alberico Santos                                    | TV Globo  |
| 1979 | Os Gigantes                              | Antônio Lucas                                      | TV Globo  |
| 1980 | Plumas e Paetês                          | Cristiano Mendes                                   | TV Globo  |
| 1981 | Baila Comigo                             | Oswaldir Junqueira                                 | TV Globo  |
| 1981 | Brilhante                                | Vítor Newman                                       | TV Globo  |
| 1982 | Elas por Elas                            | Miguel Aranha                                      | TV Globo  |
| 1983 | Guerra dos Sexos                         | Elizeu Giácomo (Juiz Elizeu)                       | TV Globo  |
| 1983 | Louco Amor                               | Agenor Rocha                                       | TV Globo  |
| 1984 | Padre Cícero                             | Núncio Apostólico                                  | TV Globo  |
| 1984 | Partido Alto                             | Adamastor de Castro                                | TV Globo  |
| 1985 | Grande Sertão: Veredas                   | Compadre Quelemem                                  | TV Globo  |
| 1985 | O Tempo e o Vento                        | Padre Lara                                         | TV Globo  |
| 1985 | Tenda dos Milagres                       | João Reis (Juiz João)                              | TV Globo  |
| 1985 | Um Sonho a Mais                          | Guilhermo Del Blanco (Médico Blanco)               | TV Globo  |
| 1986 | Cambalacho                               | Antero Souza e Silva                               | TV Globo  |
| 1986 | Roda de Fogo                             | Antônio Villar                                     | TV Globo  |
| 1988 | O Pagador de Promessas                   | Dom Germano                                        | TV Globo  |
| 1989 | O Salvador da Pátria                     | Joaquim Xavier (Quinzote)                          | TV Globo  |
| 1990 | Barriga de Aluguel                       | Dr. Molina                                         | TV Globo  |
| 1991 | Vamp                                     | Jeremias Guimarães                                 | TV Globo  |
| 1992 | Perigosas Peruas                         | Don Garcia                                         | TV Globo  |
| 1992 | De Corpo e Alma                          | Getúlio Veiga (Desembargador Veiga)                | TV Globo  |
| 1992 | Despedida de Solteiro                    | Otacílio de Deus (Padre Otacílio)                  | TV Globo  |
| 1992 | Você Decide                              | Dom Renato (ep. "Justiça de Deus")                 | TV Globo  |
| 1993 | Agosto                                   | Aniceto                                            | TV Globo  |
| 1993 | Fera Ferida                              | Bernardo Prestes (Juiz de Paz)                     | TV Globo  |
| 1993 | Retrato de Mulher                        | Episódio Especial de Fim de Ano                    | TV Globo  |
| 1994 | Você Decide                              | Júlio (ep. "Cinderela")                            | TV Globo  |
| 1994 | Você Decide                              | José Luiz Renault (ep. "O legado")                 | TV Globo  |
| 1994 | Você Decide                              | Moacir (ep. "Educação sentimental")                | TV Globo  |
| 1994 | Você Decide                              | médico (ep. "O transplante")                       | TV Globo  |
| 1994 | Você Decide                              | Dr. Veloso (ep. "Mãe solteira")                    | TV Globo  |
| 1994 | Quatro por Quatro                        | Henrique Pessoa                                    | TV Globo  |
| 1995 | Engraçadinha: Seus Amores e Seus Pecados | Osmar Farto (Reitor Osmar)                         | TV Globo  |
| 1995 | Explode Coração                          | Sebastian Flitz                                    | TV Globo  |
| 1995 | História de Amor                         | Professor Medina                                   | TV Globo  |
| 1996 | O Fim do Mundo                           | Frei Luiz                                          | TV Globo  |
| 1996 | Quem É Você?                             | Aníbal Machado                                     | TV Globo  |
| 1998 | Hilda Furacão                            | Olavo                                              | TV Globo  |
| 1998 | Pecado Capital                           | Dr. Amatto                                         | TV Globo  |
| 1998 | Torre de Babel                           | João Luiz (Padre João)                             | TV Globo  |
| 1999 | Força de um Desejo                       | Dr. Teodoro                                        | TV Globo  |
| 2000 | Brava Gente                              | Eleutério (Episódio: "Enquanto a Noite Não Chega") | TV Globo  |
| 2001 | O Clone                                  | Dr. Molina                                         | TV Globo  |

### Cinema
| Ano  | Título                               | Personagem                |
| ---- | ------------------------------------ | ------------------------- |
| 1948 | Asas do Brasil                       | General                   |
| 1948 | O Homem que Chutou a Consciência     | —                         |
| 1949 | Terra Violenta                       | —                         |
| 1949 | Uma Luz na Estrada                   | —                         |
| 1949 | O Homem que Passa                    | —                         |
| 1950 | A Sombra da Outra                    | —                         |
| 1952 | Pecadora Imaculada                   | —                         |
| 1953 | Balança Mas Não Cai                  | —                         |
| 1957 | Papai Fanfarrão                      | —                         |
| 1961 | Mulheres, Cheguei!                   | Professor                 |
| 1962 | Assalto ao Trem Pagador              | —                         |
| 1962 | Assassinato em Copacabana            | João                      |
| 1965 | História de um Crápula               | —                         |
| 1966 | Na Onda do Iê-iê-iê                  | —                         |
| 1966 | O Padre e a Moça                     | Fortunato                 |
| 1966 | Cuidado, Espião Brasileiro em Ação   | Professor Erasmo Gunther  |
| 1966 | Essa Gatinha é Minha                 | —                         |
| 1967 | Na Mira do Assassino                 | —                         |
| 1967 | Terra em Transe                      | Capitão                   |
| 1968 | A Vida Provisória                    | General Passos            |
| 1968 | Desesperato                          | Batista                   |
| 1968 | Massacre no Supermercado             | —                         |
| 1969 | Incrível, Fantástico, Extraordinário | Narrador                  |
| 1969 | Pedro Diabo Ama Rosa Meia-Noite      | Gonçalo, pai de Pedro     |
| 1969 | Tempo de Violência                   | Deputado                  |
| 1969 | O Bravo Guerreiro                    | Augusto                   |
| 1970 | Os Herdeiros                         | Almeida                   |
| 1970 | Badalada dos Infiéis                 | Dr. Medeiros de Alcântara |
| 1971 | S. Bernardo                          | Nogueira                  |
| 1973 | Café na Cama                         | Amaral                    |
| 1978 | Lá Menor                             | —                         |
| 1978 | O Velho Gregório                     | —                         |
| 1983 | Idolatrada                           | Luís (velho)              |

## Representações na cultura
- Mário Lago foi interpretado pelo músico Supla no filme Noel - Poeta da Vila.
- Mario Lago foi o nome eleito para assentamento do Movimento dos Trabalhadores Rurais Sem-Terra - MST em Ribeirão Preto/SP, a ocupação ocorreu na madrugada de 2 de agosto de 2003.